# Homeland Insecurity (álbum)
Homeland Insecurity es el álbum debut de la banda Endwell. Fue lanzado el 31 de octubre de 2006 en Victory Records.

## Lista de canciones
1. "The End"
2. "A Taste of Everest"
3. "Single and Loving It"
4. "Four Letter Words"
5. "Homeland Insecurity"
6. "Goodbyes Are Always Coldest in December"
7. "Boy Meets World War III"
8. "I'm Frozen and You're Dead"
9. "Drowning (One Last Breath)"
10. "Whine and Dine"
11. "Fever White"
12. "Zombies Never Think Twice"

"Single And Loving It" se hizo en un video musical.
- Datos: Q16844399